# Andrzej Świstak
Andrzej Zdzisław Świstak, franc. André Svitac (ur. 12 czerwca 1963 w Nowym Targu) – polski hokeista, reprezentant Polski, olimpijczyk. Trener hokejowy.
Jego syn Alexis (ur. 1996) także został hokeistą.

## Kariera zawodnicza
- Podhale Nowy Targ (do 1983)
- Les Orques d'Anglet (1983-1987)
- Les Aigles Bleus de Gap (1987-1989)
- Les Girondins de Bordeaux (1989-1992)
- Les Flammes Bleues de Reims (1992-1993)
- Les Aquitains de Bordeaux (1993-1995)
- Les Dogues de Bordeaux (1995-1997)
- Les Bélougas de Toulouse (1997-2000)
- Les Lions de Lyon (2000-2003)
- Les Docks du Havre (2003-2004)

Wychowanek i zawodnik Podhala Nowy Targ. W klubie tym spędził jedynie dwa sezony 1981 i 1982, zdobywając dwa tytuły wicemistrza Polski. W 1983 po młodzieżowych mistrzostwach świata w Anglet opuścił zgrupowanie kadry i nie powrócił do kraju pozostając we Francji. Po odczekaniu 18-miesięcznej dyskwalifikacji kontynuował karierę w klubach francuskich: Anglet Hormadi, HC Gap, Bordeaux Gironde hockey sur glace, HC Reims, Toulouse BHC, Lyon HC i HC Le Havre. W 2004 zakończył karierę poświęcając się pracy szkoleniowej z młodzieżą.
Jako zawodnik reprezentacji Polski uczestniczył w Igrzyskach Olimpijskich w Albertville w 1992 oraz turnieju o mistrzostwo świata gr. A.

## Kariera trenerska
- Les Lions de Lyon (2000-2003)
- Rouen Cadets (2003-2008)
- Gap (2008-2010)[4]
- Villars HC (2010-2013)
- Monthey Chablais Hockey Club (2013-)[5]